# Кьонигщайн (Саксония)
Кьонигщайн (на немски: Königstein) е град в Германия, разположен в окръг Саксонска Швейцария - Източен Ерцгебирге, провинция Саксония. Към 31 декември 2011 година населението на града е 2253 души.